# 25369 Dawndonovan
25369 Dawndonovan (tên chỉ định: 1999 TR108) là một tiểu hành tinh vành đai chính. Nó được phát hiện bởi dự án Nghiên cứu tiểu hành tinh gần Trái Đất Lincoln ở Socorro, New Mexico, ngày 4 tháng 10 năm 1999. Nó được đặt theo tên Dawn Donovan, an American educator ở Nashville, Tennessee.